# Víctor Mareco
Víctor Hugo Mareco (Asunción, Paraguay; 26 de febrero de 1984) es un jugador de fútbol, que se desempeña como defensor, se destaca por su control del balón y su juego aéreo,2021, 2022 Club Rubio Ñu de la segunda división de Paraguay. Actualmente juega  el club San Josemi de la ciudad de Ayolas-Misiones

## Trayectoria
Integró la Selección de fútbol sub-17 de Paraguay en el Copa Mundial de Fútbol Sub-17 de 2001 y fue elegido como mejor jugador de su seleccionado. En el año 2003 fue integrante del seleccionado sub-20 de Paraguay en el Campeonato Mundial Juvenil de la FIFA. Luego transferido al fútbol italiano, jugó en equipos como Brescia Calcio y Hellas Verona, tanto en serie A como en la serie B. En la temporada 2012 decide volver a su país y ficha por el Club Cerro Porteño.
Víctor inicia la temporada 2013 ganando una competición internacional amistosa con Cerro Porteño denominada la Copa Integración.
Víctor Hugo, se consagró campeón invicto del Torneo Clausura 2013 del fútbol paraguayo con el Club Cerro Porteño luego de 100 años.
El 24 de mayo de 2015 se consagró campeón del Torneo Apertura con Cerro Porteño consiguiendo así el título número 31 del club.
El 15 de julio de 2016 arregló con el Club Nacional de la Primera División de Paraguay
por 1 año.
El 3 de enero del 2017 arregló con el club Sol de América de la Primera División de Paraguay por 1 año.

## Clubes
| Club               | País     | Año                |          |
| ------------------ | -------- | ------------------ | -------- |
| Club Olimpia       | Paraguay | 1999 - 2000        |          |
| Brescia            | Italia   | 2001 - 2011        |          |
| Hellas Verona      | Italia   | 2011 - 2012        |          |
| Cerro Porteño      | Paraguay | 2012 - 2016        |          |
| Nacional           | Paraguay | 2016 - 2017        |          |
| Sol de América     | Paraguay | 2017               |          |
| Club Independiente | Paraguay | Club Independiente | Paraguay |

|rubio ñu club 